# Skilanglauf-Europameisterschaft 2011
Die 1. Offene U18-Skilanglauf-Europameisterschaft 2011 wurde vom 11. bis 13. März 2011 im österreichischen Ramsau am Dachstein ausgetragen. Die Veranstaltung fand im Rahmen des Skilanglauf-Alpencups statt.

## Zeitplan
Der Zeitplan der Europameisterschaft:
| Datum         | Uhrzeit | Frauen      | Männer      |
| ------------- | ------- | ----------- | ----------- |
| Fr., 11. März | 10.45   | Sprint      | Sprint      |
| Sa., 12. März | 09:00   | Einzel      | Einzel      |
| So., 13. März | 08:30   | Massenstart | Massenstart |

## Teilnehmer
| Europa (7 Länder)                             | Europa (7 Länder)               |
| --------------------------------------------- | ------------------------------- |
| - Bulgarien - Italien - Kroatien - Österreich | - Schweiz - Slowenien - Belarus |

## Medaillenspiegel

### Nationen
| Platz | Land       | Gold | Silber | Bronze | Gesamt |
| ----- | ---------- | ---- | ------ | ------ | ------ |
| 1     | Österreich | 3    | 3      | 2      | 8      |
| 2     | Slowenien  | 2    | 2      | 2      | 6      |
| 3     | Kroatien   | 1    | 1      | 0      | 2      |
| 4     | Schweiz    | 0    | 1      | 1      | 2      |

### Sportler
| Platz | Sportler(in)         | Land | Gold | Silber | Bronze | Gesamt |
| ----- | -------------------- | ---- | ---- | ------ | ------ | ------ |
| 1     | Edi Dadić            | CRO  | 1    | 1      | 0      | 2      |
| 2     | Lea Einfalt          | SLO  | 1    | 0      | 1      | 2      |
|       | Teresa Stadlober     | AUT  | 1    | 0      | 1      | 2      |
|       | Aljaz Praznik        | SLO  | 1    | 0      | 1      | 2      |
| 5     | Nathalie Schwarz     | AUT  | 1    | 0      | 0      | 1      |
|       | Fabian Kattnig       | AUT  | 1    | 0      | 0      | 1      |
| 7     | Nika Razinger        | SLO  | 0    | 1      | 1      | 2      |
|       | Livio Bieler         | SUI  | 0    | 1      | 1      | 2      |
| 9     | Sandra Bader         | AUT  | 0    | 1      | 0      | 1      |
|       | Lisa Unterweger      | AUT  | 0    | 1      | 0      | 1      |
|       | Dominik Kern         | AUT  | 0    | 1      | 0      | 1      |
| 12    | Sebastian Stadlbauer | AUT  | 0    | 0      | 1      | 1      |

## Ergebnisse Frauen

### Sprint
| Platz | Sportlerin          | Land |
| ----- | ------------------- | ---- |
| 01    | Nathalie Schwarz    | AUT  |
| 02    | Sandra Bader        | AUT  |
| 03    | Nika Razinger       | SLO  |
| 04    | Lea Einfalt         | SLO  |
| 05    | Lisa Unterweger     | AUT  |
| 06    | Lisa Hauser         | AUT  |
| 07    | Anastasiya Barynava | BLR  |
| 08    | Ana Majdic          | SLO  |
| 09    | Emanuela Piasco     | ITA  |
| 10    | Rea Rausel          | CRO  |

### Einzel (5 km)
| Platz | Sportlerin       | Land | Zeit    |
| ----- | ---------------- | ---- | ------- |
| 01    | Lea Einfalt      | SLO  | 11:46,3 |
| 02    | Nika Razinger    | SLO  | 11:54,1 |
| 03    | Teresa Stadlober | AUT  | 12:02,3 |
| 04    | Lisa Unterweger  | AUT  | 12:20,1 |
| 05    | Sandra Bader     | AUT  | 12:23,1 |
| 06    | Lisa Hauser      | AUT  | 12:28,4 |
| 07    | Anna Seebacher   | AUT  | 12:37,4 |
| 08    | Emanuela Piasco  | ITA  | 12:46,5 |
| 09    | Tina Zierler     | AUT  | 13:30,1 |
| 10    | Rea Rausel       | CRO  | 13:30,3 |

Von 14 gemeldeten Läuferinnen kamen 13 in die Wertung.
- Nicht gestartet (1):

Nathalie Schwarz (AUT)

### Massenstart (7,5 km)
| Platz | Sportlerin          | Land | Zeit    |
| ----- | ------------------- | ---- | ------- |
| 01    | Teresa Stadlober    | AUT  | 21:49,7 |
| 02    | Lisa Unterweger     | AUT  | 22:18,5 |
| 03    | Lea Einfalt         | SLO  | 22:21,0 |
| 04    | Emanuela Piasco     | ITA  | 23:04,3 |
| 05    | Nika Razinger       | SLO  | 23:14,4 |
| 06    | Lisa Hauser         | AUT  | 23:21,3 |
| 07    | Anna Seebacher      | AUT  | 23:32,3 |
| 08    | Rea Rausel          | CRO  | 24:19,1 |
| 09    | Tina Zierler        | AUT  | 24:20,6 |
| 10    | Anastasiya Barynava | BLR  | 24:28,0 |

Von 15 gemeldeten Läuferinnen kamen 13 in die Wertung.
- Nicht gestartet (2):

Sandra Bader (AUT), Johanna Ehrhart (AUT)

## Ergebnisse Männer

### Sprint
| Platz | Sportler             | Land |
| ----- | -------------------- | ---- |
| 01    | Fabian Kattnig       | AUT  |
| 02    | Dominik Kern         | AUT  |
| 03    | Sebastian Stadlbauer | AUT  |
| 04    | Aljaz Praznik        | SLO  |
| 05    | Edi Dadić            | CRO  |
| 06    | Aliaksei Talkachou   | BLR  |
| 07    | Matthias Peer        | ITA  |
| 08    | Matteo Tanel         | ITA  |
| 09    | Christoph Noeckler   | AUT  |
| 10    | Simeon Deyanov       | BUL  |

### Einzel (10 km)
| Platz | Sportler                | Land | Zeit    |
| ----- | ----------------------- | ---- | ------- |
| 01    | Aljaz Praznik           | SLO  | 22:17,2 |
| 02    | Edi Dadić               | CRO  | 22:19,1 |
| 03    | Livio Bieler            | SUI  | 22:30,9 |
| 04    | Matteo Tanel            | ITA  | 22:48,3 |
| 05    | Anton Sinapow           | BUL  | 23:04,7 |
| 06    | Matthias Peer           | ITA  | 23:05,1 |
| 07    | Fabian Kattnig          | AUT  | 23:09,6 |
| 08    | Alexander Gotthalmseder | AUT  | 23:12,5 |
| 09    | Christoph Noeckler      | AUT  | 23:52,9 |
| 10    | Simeon Deyanov          | BUL  | 24:12,9 |

Von 18 gemeldeten Läufer kamen 17 in die Wertung.
Nicht gestartet (1):
Dominik Kern (AUT)

### Massenstart (10 km)
| Platz | Sportler                | Land | Zeit    |
| ----- | ----------------------- | ---- | ------- |
| 01    | Edi Dadić               | CRO  | 24:55,4 |
| 02    | Livio Bieler            | SUI  | 25:01,0 |
| 03    | Aljaz Praznik           | SLO  | 25:43,3 |
| 04    | Matteo Tanel            | ITA  | 25:49,2 |
| 05    | Alexander Gotthalmseder | AUT  | 26:31,4 |
| 06    | Anton Sinapow           | BUL  | 26:55,3 |
| 07    | Fabian Kattnig          | AUT  | 27:01,9 |
| 08    | Christoph Greiner       | AUT  | 27:03,9 |
| 09    | Dominik Kern            | AUT  | 27:09,2 |
| 10    | Matthias Peer           | ITA  | 27:23,4 |

Von 18 gemeldeten Läufer kamen 16 in die Wertung.
- Nicht gestartet (2):

Manuel Lattner (AUT), Christoph Noeckler (AUT)